# Марков, Геннадий Васильевич
Генна́дий Васи́льевич Ма́рков (род. 15 июня 1967, Изобильный, Ставропольский край) — российский легкоатлет, специалист по тройным прыжкам. Выступал за сборную России по лёгкой атлетике в 1990-х годах, призёр Кубка Европы, призёр первенств национального значения, участник летних Олимпийских игр в Сиднее. Представлял Ставропольский край. Мастер спорта России международного класса.

## Биография
Геннадий Марков родился 15 июня 1967 года в городе Изобильный Ставропольского края.
Занимался лёгкой атлетикой в Ставрополе, проходил подготовку под руководством тренеров Н. Евдокимова и А. Абалдова. Выступал за всероссийское физкультурно-спортивное общество «Динамо». Окончил Ставропольский государственный педагогический институт.
Впервые заявил о себе на взрослом всероссийском уровне в сезоне 1992 года, когда в тройном прыжке выиграл бронзовую медаль на зимнем чемпионате России в Волгограде.
В мае 1994 года на домашних соревнованиях в Ставрополе установил свой личный рекорд в тройных прыжках — 17,38 метра. Помимо этого, стал серебряным призёром на чемпионате России в Санкт-Петербурге, занял четвёртое место на Играх доброй воли в Санкт-Петербурге и пятое место на чемпионате Европы в Хельсинки.
В 1996 году на Кубке Европы в Мадриде стал третьим и пятым в личном и командном зачётах соответственно.
В 1997 году получил серебро на зимнем чемпионате России в Волгограде, уступив в тройном прыжке только Александру Аселедченко. Отметился выступлением на чемпионате мира в помещении в Париже.
На чемпионате России 1999 года в Туле взял бронзу.
В 2000 году стартовал на чемпионате Европы в помещении в Генте, получил серебро на чемпионате России в Туле. Благодаря череде удачных выступлений удостоился права защищать честь страны на летних Олимпийских играх в Сиднее — прыгнул здесь на 16,36 метра и в финал не вышел.
Впоследствии оставался действующим спортсменом вплоть до 2002 года, хотя в последнее время уже не показывал сколько-нибудь значимых результатов на международной арене.
За выдающиеся спортивные достижения удостоен почётного звания «Мастер спорта России международного класса».